# Южный (Городовиковский район)
Южный — посёлок в Городовиковском районе Калмыкии, административный центр Южненского сельского муниципального образования.
Население — 521 человек (2010).

## История
Основан в середине 1950-х годов как посёлок центральной усадьбы совхоза «Южный». Совхоз «Южный» был организован целинных участках совхоза № 112 и ряда колхозов Западного района Ростовской области (на землях бывших колхозов им. Ленина, им. Сталина, им. О. И. Городовикова, им. Куйбышева, то есть на землях Кердатинского, Цевднякинского, Бурульского, Цоросовского, Потап-Беляевского, Зюнгар-Кюбетовского аймаков Западного района Калмыцкой АССР) во исполнение решений сентябрьского (1953 год) и февральско-мартовского (1954 год) пленумов ЦК КПСС, утвердивших мероприятия по дальнейшему развитию сельского хозяйства, особенно по увеличению производства зерна.

## Физико-географическая характеристика
Посёлок расположен на востоке Городовиковского района, в пределах Ставропольской возвышенности. Средняя высота над уровнем моря — 86 м. Рельеф местности равнинный. К северо-востоку от посёлка проходит Ростовский распределительный канал. К востоку от посёлка расположен памятник природы республиканского значения Цоросовская лесная роща. С остальных сторон посёлок окружён полями.
По автомобильной дороге расстояние до столицы Калмыкии города Элиста составляет 230 км, до районного центра города Городовиковск — 7,8 км. Ближайший населённый пункт — посёлок Цорос, расположенный в 4 км к северо-востоку от посёлка. К посёлку имеется подъезд с твёрдым покрытием (0,9 км) от автодороги Городовиковск — Яшалта.
Согласно классификации климатов Кёппена-Гейгера посёлок находится в зоне континентального климата с относительно холодной зимой и жарким летом. В окрестностях посёлка распространены чернозёмы маломощные малогумусные и темнокаштановые почвы различного гранулометрического состава.
Часовой пояс
Посёлок Южный, как и вся Республика Калмыкия, находится в часовой зоне МСК (московское время). Смещение применяемого времени относительно UTC составляет +3:00.

## Население
| 2002 | 2010 |
| ---- | ---- |
| 619  | ↘521 |

Национальный состав
Согласно результатам переписи 2002 года большинство населения посёлка составляли калмыки (72 %).

## Экономика
Основная отрасль экономики — сельскохозяйственное производство. Крупнейшее предприятие — СПК «Южный».

## Социальная инфраструктура
В посёлке расположены несколько магазинов, сельский клуб и библиотека. Медицинское обслуживание жителей села обеспечивают врачебная амбулатория и Городовиковская центральная районная больница. Ближайшее отделение скорой медицинской помощи расположено в Городовиковске. Среднее образование жители села получают в Южной средней общеобразовательной школе.
Посёлок газифицирован, имеется централизованное водоснабжение. Централизованное водоотведение на территории посёлка отсутствует. Водоотведение обеспечивается за счёт использования выгребных ям.

## Достопримечательности
- Ступа Просветления. Открыта в октябре 2004 года. Субурган высотой одиннадцать метров, белоснежный, с развевающимися ритуальными знаменами уникален: его верхушку увенчивают четыре божества — Будда Шакьямуни, Авалокитешвара, Ваджрапани и Манджушри. Они расположены по четырём сторонам света и призваны защищать от напастей и злых сил. Внутри субургана — молитвенный барабан с десятью миллионами мантр[12].
- Цоросовская лесная роща — памятник природы регионального значения (уникальная роща)[13]. Расположена на восточной окраине посёлка в направлении посёлка Цорос.